# Caburé-da-amazônia
O caburé-da-amazônia (nome científico: Glaucidium hardyi) é uma espécie de ave da família dos estrigídeos (Strigidae). Pode ser encontrada na Bolívia, Brasil, Guiana, Guiana Francesa, Peru, Suriname e Venezuela. Seus habitats são florestas tropicais perenes, úmidas e altas. De acordo com a Lista Vermelha da União Internacional para a Conservação da Natureza (UICN / IUCN), a espécie foi classificada como "pouco preocupante".

## Etimologia
O nome popular caburé deriva do tupi kawu're. Originalmente era um termo (também presente na variante cauré) que indicava corujas e falcões. Sua primeira ocorrência registrada é do ano de 1587. Em 1631, houve novo uso com o sentido de "ave dos bubonídeos". De acordo com o Dicionário Histórico das Palavras Portuguesas de Origem Tupi (DHPT), o vocábulo tupi "parece proceder de cabu-ré, que quer dizer propenso às vespas escuras, ou que se alimenta dela". Teodoro Sampaio em O Tupi na Geografia Nacional (TupGN) argumenta que derivou do tupi caá-por-é (da raiz ka'a-, "mato"), que significa "dado a morar no mato". A partir desta acepção, comenta, surgiram sentidos totalmente distintos de caburé como "habitante da roça", "mestiço" ou "árvore".

## Taxonomia
O caburé-da-amazônia é um membro da família dos estrigídeos, as verdadeiras corujas. Pertence ao gênero Glaucidium, as corujas pequenas, que são amplamente distribuídas nas Américas, África e Eurásia. Até 1989, o caburé-da-amazônia não era considerada distinta do caburé-miudinho (Glaucidium minutissimum); contudo, uma nova pesquisa sugeriu que este era distinto, restringindo-o às florestas atlânticas do sudeste do Brasil. O holótipo da espécie está localizado no Departamento de Zoologia da Universidade Estadual de Campinas, no interior do estado de São Paulo. Estudos filogenéticos no gênero foram limitados, mas algumas análises sugerem que o caburé-da-amazônia está intimamente relacionada com o caburé andino (Glaucidium jardinii) e com o caburé yungueño (Glaucidium bolivianum).

## Descrição
O caburé-da-amazônia se destaca por sua baixa estatura, o que é indicado pelo seu nome científico glaucidium, que significa coruja pequena. Os espécimes adultos têm uma cabeça grande e redonda com manchas pretas, que falsamente se parecem com olhos. Sua coroa é marrom-acinzentada, pontilhada com pequenos pontos brancos. As rectrizes e rémiges são marrom-escuros e ambas tem três barras irregulares com grandes manchas brancas. Eles têm partes inferiores brancas com largas estrias marrons ou castanhas ruivas. Medem  entre catorze e quinze centímetros de comprimento, os adultos pesam aproximadamente sessenta gramas. Não há dimorfismo sexual observado em adultos, o que significa que machos e fêmeas parecem idênticos. Os espécimes juvenis parecem semelhantes aos adultos, mas com uma coroa sem manchas e com estrias menos distintas nas partes inferiores. A espécie têm íris amarelo dourado brilhante, um bico amarelo esverdeado e um cere amarelo pálido. Também têm garras em um arranjo de zigodáctilo.

## Distribuição ehabitat
O caburé-da-amazônia se distribuí por áreas centrais e sudestes da Amazônia. Também já foi observado na Bolívia, Guiana, Guiana Francesa, Peru, Suriname e Venezuela. Pode ser encontrado no dosséis ou sub-dosséis de florestas tropicais perenes, úmidas e altas. A espécie foi observada em elevações que variam desde territórios a nível do mar até 1100 metros.

## Comportamento e ecologia
Poucas informações sobre a dieta dessas aves são conhecidas. Presumivelmente se alimentam de grandes artrópodes e pequenos vertebrados. A espécie é diurna e os indivíduos permanecem quietos em um lugar por longos períodos de tempo. Como resultado, os avistamentos são raros, mesmo durante o dia. As observações existentes sugerem que são socialmente monogâmicos. Apenas um ninho foi documentado na literatura e foi avistado na Guiana Francesa. O ninho estava situado em um buraco de pica-pau usado, e dois adultos estavam presentes. Um adulto permaneceu próximo ao ninho o tempo todo. Cada adulto partiu apenas por curtos períodos de tempo (cerca de quinze minutos) para forragear. Isso sugere alto nível de cuidado parental. Uma grande cigarra e um pequeno pássaro não identificado foram trazidos de volta ao ninho e dados aos filhotes. Os adultos eram vistos ofegando com os bicos entreabertos durante as horas mais quentes do dia e frequentemente cantavam um trinado de notas suave, descendente e agudo. Esta espécie é um dos predadores mais comuns no norte da bacia amazônica. Frequentemente, é objeto de comportamento de mobbing por parte de sua presa como mecanismo de defesa.

## Conservação
O caburé-da-amazônia é classificada como "pouco preocupante" pela União Internacional para a Conservação da Natureza. Esta organização indicou que a população da espécie estava em decrescência, sem quantificar o tamanho desta. pesquisa mostrou perda de dossel e fragmentação na bacia do Amazonas devido à extração seletiva.